# イベント企画会社
イベント企画会社（イベントきかくがいしゃ）は、企業や団体が主催者となって行われる各種イベントを企画から運営まで一貫して受注する専門の会社。イベントの規模や形態によって会社は更に細分化されるが、企画から本番までのプロセスを全てプロデュースする大手会社、ある重要なパートに特化したプロダクションまで数多く存在する。

## 業務プロセス
- 企画

クライアントから提示されたテーマ・与件に従い、企画コンセプトを作成、美術造形、演出、照明、音響、映像（動画像）、キャストなどを効果的に構成、企画書としてプレゼンテーションする。この工程は予算と全体プランを統括するプロデューサーと具体的なプランをディレクションする演出家を中心にして行われることが多い。
- 構成

イベントの訴求ポイントを踏まえたストーリーづくり。効果的な訴求の為に造形、音響、照明、映像、キャストなどを具体的なプランとして構築してゆく。演出家とプロデューサーを中心に各セクションのクリエーターのアイディアを入れ込み、構成案として提案する。
- 制作

構成が決定後、本番に向け具体的な制作作業がはじまる。各専門セクションとの打ち合わせ・調整、オーディション、PRや本番時に必要となる制作物もデザインや制作発注作業など、煩雑な業務。プロデューサーの指揮下で制作スタッフが担当する。
- 設営・リハーサル・本番

美術施工、照明、音響、映像その他の施工業務が会場で始まる。舞台が出来上がりリハーサル、本番となる。リハーサルは演出家を中心に進行、本番は舞台監督を中心として行われる。